# Bohuslav Sobotka
Bohuslav Sobotka (n. Telnice, República Txeca, 23 d'octubre de 1971) és un polític i advocat txec.
Membre del Partit Socialdemòcrata Txec (PSC), del que ha estat president del seu grup parlamentari, vicepresident i actual president.
Al govern txec, va ser nomenat en el 2002 com a Ministre d'Hisenda i la seva vegada també en 2005 va passar a ser Viceprimer Ministre.
Actualment després de la seva victòria en l'Eleccions generals de 2013, en successió de Jiří Rusnok va ser investit el 17 de gener de 2014 com 11è Primer Ministre de la República Txeca.